# Aragibag khan
Aragibag khan eller Kejsar Tianshun, född 1320, död 1328, var en mongolisk barnkejsare i den kinesiska Yuandynastin. Aragibag khan var regent i två månader fram till oktober 1328 varefter han sannolikt blev mördad. Hans personliga namn var Arigaibag Borjigin. Aragibag khan har postumt även kallats "Barnkejsaren" (幼主天顺皇帝).
Efter att kejsar Aragibag khans far, kejsar Yesun Temür khan, oväntat avlidit 1328 tillsattes Aragibag khan av Yesun Temür khans lojala närmaste som kejsare i den "över huvudstaden" Xanadu. Samtiden utbröt en maktstrid mellan Tugh Temür khan och Khoshila khan om kejsartiteln. I maktstriden intog rebeller Xanadu, och Aragibag khan försvann i oktober 1328. Han blev sannolikt mördad. Aragibag khan efterträddes i oktober 1328 av Tugh Temür khan.

## Regeringsperioder
- Tianshun (天顺) 1328[6]